# Lago Poopó
El lago Poopó es un lago de agua salada, el segundo más grande de Bolivia después del lago Titicaca. Ambos están conectados por el río Desaguadero. De los lagos ubicados exclusivamente en territorio boliviano es el de mayor tamaño. El 16 de diciembre de 2015 desapareció tras un acelerado proceso de desertificación, sin embargo, con las lluvias que se registraron los meses de diciembre de 2016 y los primeros meses de 2017 pudo recuperar un tercio del agua perdida.

## Etimología
El lago Poopó fue también conocido como lago Aullagas o lago Paria a inicios de la colonia española. El lago también fue llamado a veces "laguna de Pansa" en el siglo XIX.

## Evidencia arqueológica
Las investigaciones arqueológicas realizadas por la Universidad Mayor de San Andrés de La Paz, Bolivia, muestran la influencia de la cultura wankarani en la zona del Poopó. Se desarrollaron áreas urbanas centrales complejas, como aldeas y pueblos, que se expandieron en la cuenca del Poopó durante el período Formativo Tardío (200 a. C. – 200 d. C.), probablemente en conjunto con cambios en los patrones de agricultura. Pastores y el estilo de vida de los comerciantes de caravanas de llamas coexistieron con agricultores más sedentarios en un sistema armonioso de intercambio de bienes y servicios.
Otros investigadores que examinan el período siguiente, los Primeros Desarrollos Regionales (c. 300 – 900 d. C.), han concluido que el tamaño de las áreas habitadas aumentó. Los habitantes del sur del Poopó desarrollaron un estilo único de cerámica con espirales triangulares. La parte oriental del lago tiene evidencia de un importante enclave tiahuanaco, con estilos de cerámica del núcleo del área del Titicaca y estilos circundantes, lo que demuestra las interacciones entre diferentes pueblos en la región.

## Geografía
Se encuentra en el departamento de Oruro, dependiendo del aporte del río Desaguadero y el río Márquez. Se encuentra a una altitud de 3686 m s. n. m. De los grandes lagos de Sudamérica es el segundo con mayor altitud.

## Flora y fauna

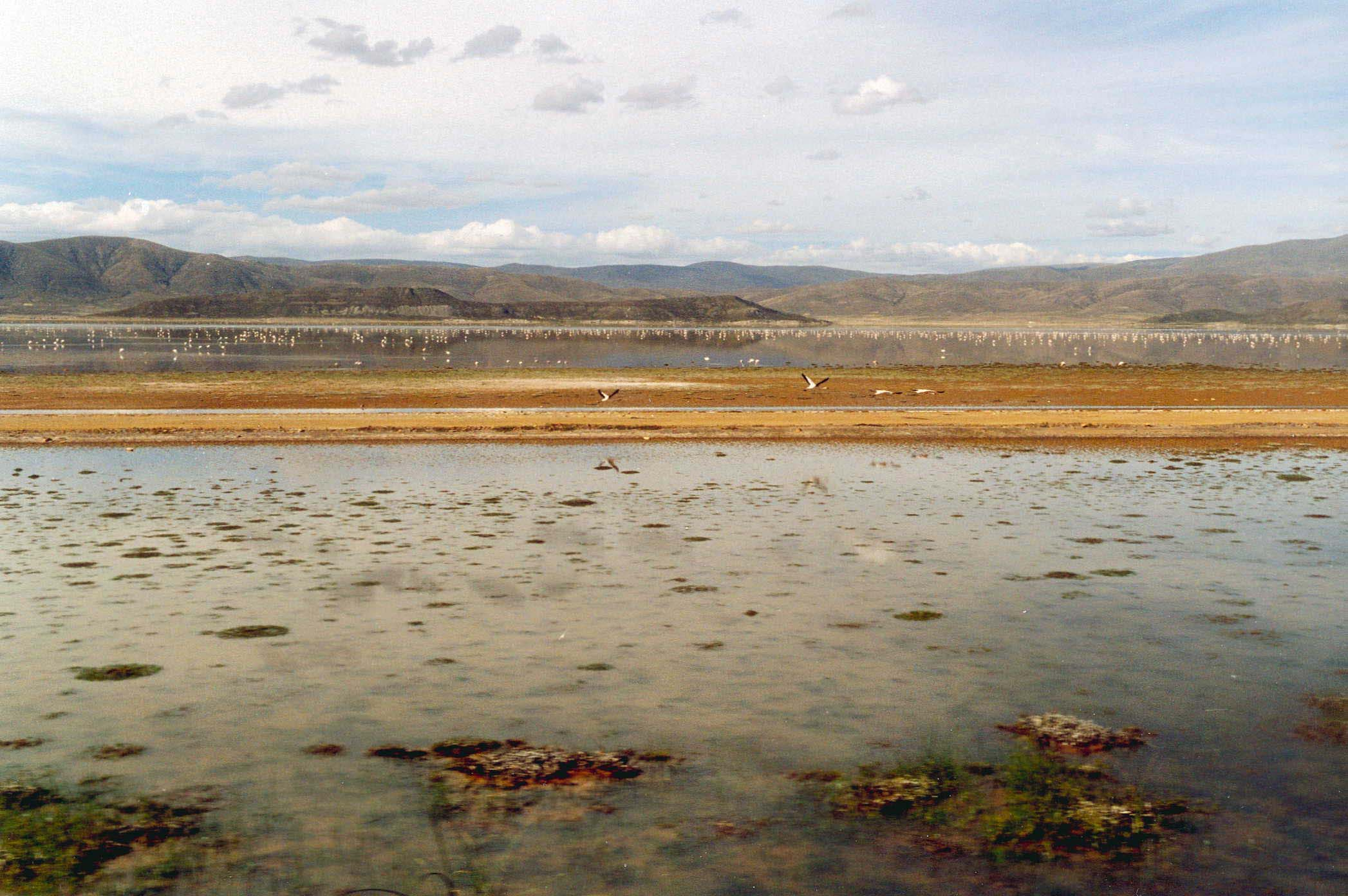
Flamencos en el Lago Poopó.

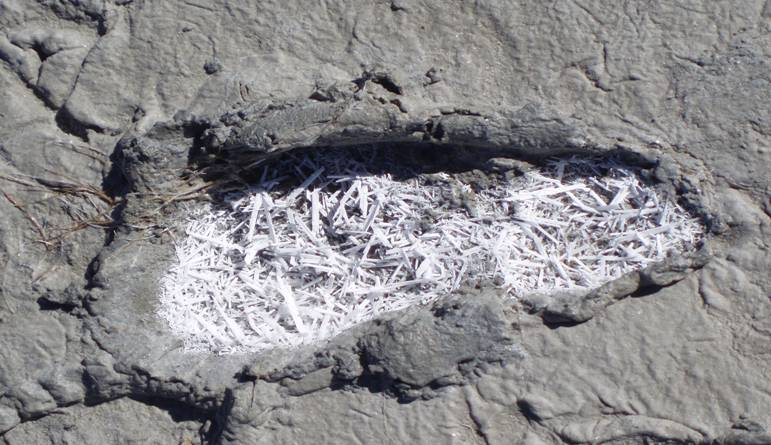
Cristales de sal formados en huellas en el Lago Poopó.

Alberga variada flora y fauna únicas en su especie. Las especies vegetales representativas de la zona se distribuyen en diferentes unidades vegetales. En las laderas de los cerros con suelos rocosos destacan la  Parastrephia quadrangularis  y diferentes especies del género Baccharis. Es común encontrar cactáceas del género Trichocereus, que alcanzan alturas de hasta 5 m, y Opuntia, con crecimiento en cojín. En las extensas planicies y en zonas con poca pendiente crecen, sobre suelos arenososarcillosos, matorrales de thola representados por ejemplares de Parastrephia lepidophylla  y Baccharis santelicis, su crecimiento depende mucho del grado de utilización, que en algunas zonas es masivo, como combustible. 
También abundan los pajonales con dominancia de Stipa ichu  y Festuca orthophylla. Especies como Distichlis humilis, Muhlenbergia fastigiata, Suaeda foliosa, Senecio viridis  y  Senecio humiillimus  son típicas de las zonas salinas en la orilla del lago Poopó. El agua está cubierta en un 68% de macrófitas, como las charáceas (Chara poopensis), rubiáceas (Ruppia sp.) y la totora (Schoenoplectus californicus  var. tatora).
El lago Poopó representa un importante hábitat para aves andinas y limnícolas del Neártico, que en conjunto suman más de 30 especies. Entre las aves residentes se encuentran las tres especies de flamencos Phoenicopterus chilensis  (NT), Phoenicoparrus andinus  (VU) y Phoenicopterus jamesi  (NT), el ganso andino o colla (Chloephaga melanoptera), varias especies de patos (Anas flavirostris, Anas georgica, Anas puna, Anas specularioides, Oxyura jamaicensis), Gallinula chloropus, Fulica ardesiaca, Charadrius alticola  y la gaviota andina Larus serranus. Entre los limícolos del neártico, los más abundantes son Phalaropus tricolor, observados en grandes concentraciones durante su migración, Calidris bairdii, Tringa melanoleuca  y Tringa flavipes. También se encuentra el zambullidor amenazado Rollandia microptera, endémico de la cuenca de los lagos Titicaca y Poopó.

### Recursos hidrobiológicos
El lago Poopó está en una situación muy precaria desde el punto de vista de su disponibilidad hídrica. La fuerte evaporación de agua, la baja pluviosidad y los bajos caudales que actualmente lo alimentan, no permiten un aumento de su volumen de agua, indispensable para mantener su vida biológica, ni una disminución de su salinidad. Por ello, aparentemente no será posible preservar sus recursos hidrobiológicos.
La mayor parte de sus ríos tributarios (margen izquierda del lago), presentan tasas de salinidad elevadas, superiores a 2 g/l. El brazo derecho del río Desaguadero, actualmente está colmatado de sedimentos y solo funciona de manera precaria, el lago solo recibe de manera regular las aguas saladas y contaminadas que previamente renovaron el lago Uru Uru.
En los años 1987-90, como consecuencia de las grandes crecidas en el río Desaguadero, la producción pesquera del lago Poopó se incrementó (llegando a alrededor de 3000 t/año) y se contaron hasta 500 pescadores. Pero, actualmente como consecuencia del aumento de la salinidad, la producción pesquera se ha reducido a alrededor de 500 t/año con apenas 250 pescadores o menos.
Se ha estimado que para mantener el nivel actual del lago Poopó, sería necesario que ingresen 54 m³/s de agua en promedio. En el Desaguadero, en la Joya (antes del Poopó), se disponen en media tan solo 39 m³/s (agua regulada o regulable) (entre 29 m³/s y 55 m³/s), de los cuales 10 m³/s provendrían del lago Titicaca (si los recursos se dividieran en partes iguales entre los dos países), y 29 m³/s (entre 19 m³/s y 45 m³/s), provenientes de sus afluentes, si no se tuviera en cuenta los posibles aprovechamientos a lo largo del río: es decir que la supervivencia del lago Poopó depende casi exclusivamente de aguas no reguladas o de derivaciones de otras cuencas (Ej. río Lauca).
Como conclusión se puede decir que los recursos hídricos disponibles son insuficientes para satisfacer las demandas de todos estos cuerpos de agua. Como consecuencia, será necesario proponer una política de optimización de los recursos que permitan minimizar los impactos.

## Los fenómenos climáticos
Todo el Sistema TDPS (Titicaca-Desaguadero-Poopó-Salar), sufre constantemente de los cambios climáticos que ocasionan pérdidas considerables por inundaciones (años 1985-1986) o por efecto sequías (años 1982-1983, 1989-1990). Las consecuencias indirectas son mayores si se miden las consecuencias estructurales de estos fenómenos (migración, pérdida del potencial productivo, desestructuración social, etc.).
Los efectos ambientales se traducen en bajas de la producción y productividad agropecuaria. Se observa una notable disminución de la actividad pesquera: de 3000 t/año en 1992 a 500 t/año el 2005). Asimismo se ha evidenciado la presencia de metales pesados (plomo, arsénico) en sangre y orina de habitantes de la región, debido a la actividad minera no controlada.

## La contaminación y la degradación ambiental
Los procesos de contaminación ambiental ocasionan pérdidas invaluables de la biodiversidad de fauna y flora, la desaparición rápida de los pueblos originarios (Uru Muratos que viven de la pesca y caza). En el futuro, se prevén problemas de confrontación entre las poblaciones agrícolas y pesqueras afectadas y los mineros a causa del aprovechamiento extractivo de los recursos naturales y el uso de tecnología ambientalmente no adecuadas.
La fuerte contaminación resulta de las actividades mineras que provocan un drenaje ácido de roca y de mina, sedimentos de colas y desmontes. De manera general, los centros mineros no cuentan con acciones y obras de mitigación, lo que afecta directamente el uso de agua para el consumo humano. Los aportes de plomo, zinc, arsénico y plata al lago Poopó tiene como consecuencia que es clasificado como “limitado” para uso de riego, e incluso por encima del límite permisible. Los principales cuerpos de agua de la cuenca no son aptos para el consumo humano y tienen limitaciones para el uso agropecuario como consecuencia de la contaminación ambiental. 
La situación crítica se presenta peor aún por la acumulación de contaminantes en el Lago Poopó como receptor final de las aguas.
Por otro lado, el frágil ecosistema y la baja capacidad del uso de suelo resulta de factores naturales no favorables: el clima de amplitud térmica diurna extrema (15 °C a -10 °C), la radiación solar y el balance hídrico negativo que muestra un déficit de aproximadamente 1500 mm/año, fortalecen la expansión de los procesos de degradación (erosión hídrica y eólica), desertificación y salinización acelerada, haciendo menos productiva la región y reduciendo —a menudo de forma irreversible— la biodiversidad, cantidad y productividad de los recursos naturales.
A estos factores se agrega la sobreexplotación del medio, que se caracteriza por el sobre pastoreo y la extracción de formaciones arbustivas extensas de “thola”(o "chilcka" , familia de las Asteraceae) apreciada como leña de horno.

## Composición
Un estudio sobre la degradación ambiental de los recursos pesqueros del lago Poopó, realizado por Víctor Zabaleta y Michael Bremer, hace conocer que la presencia de metales, como plomo, cobre, plata, cadmio, cobalto, níquel, cromo, estaño, hierro, manganeso, antimonio y zinc, se dan de forma excepcionalmente alta, citando, como ejemplo, que el plomo está 300 veces más alto en el lago Poopó que en el promedio de los lagos mundiales.
En 2003 fue reconocido Sitio de Ramsar por la calidad de ecosistema que posee para la preservación de la biodiversidad de la fauna alto andina.

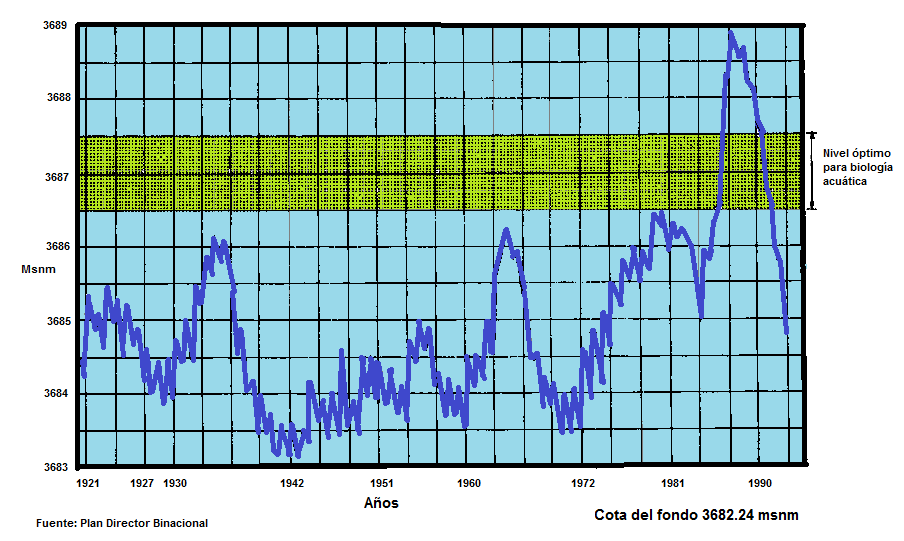
Simulación matemática de los niveles del Lago Poopó

## Pobreza y bajo nivel de desarrollo económico local
El área de influencia del Lago Poopó se caracteriza por una pobreza extrema y marginal de la población (76 %, índice que supera a la media departamental y nacional), la falta de oportunidades de empleos permanentes, el bajo acceso a servicios básicos y la baja capacidad institucional de intervención en las líneas productivas y ambientales.
Según un estudio de prefactibilidad liderada por el MMM (2007), las condiciones de vida de la población asentada en la cuenca acusan niveles preocupantes:
- La esperanza de vida es 58 años, menor que el promedio nacional (63.3). La mortalidad infantil promedio es 89 ‰, mayor que la media del departamento (82 ‰) y el país (66 ‰).

- Las enfermedades infecciosas de origen ambiental tienen la mayor incidencia dentro del cuadro de morbilidad general, especialmente las del tipo gastrointestinal y respiratorio.

- El analfabetismo rural es de 16 % mayor que el promedio departamental y el promedio de años de escolaridad es menor (5.9 años) comparado a la media nacional (7.4 años).

- Dadas las condiciones sociales extremas, la cuenca tiene un índice de desarrollo humano bajo (0.56) menor que el promedio nacional (0.663 en 2011).

## Desaparición del lago Poopó

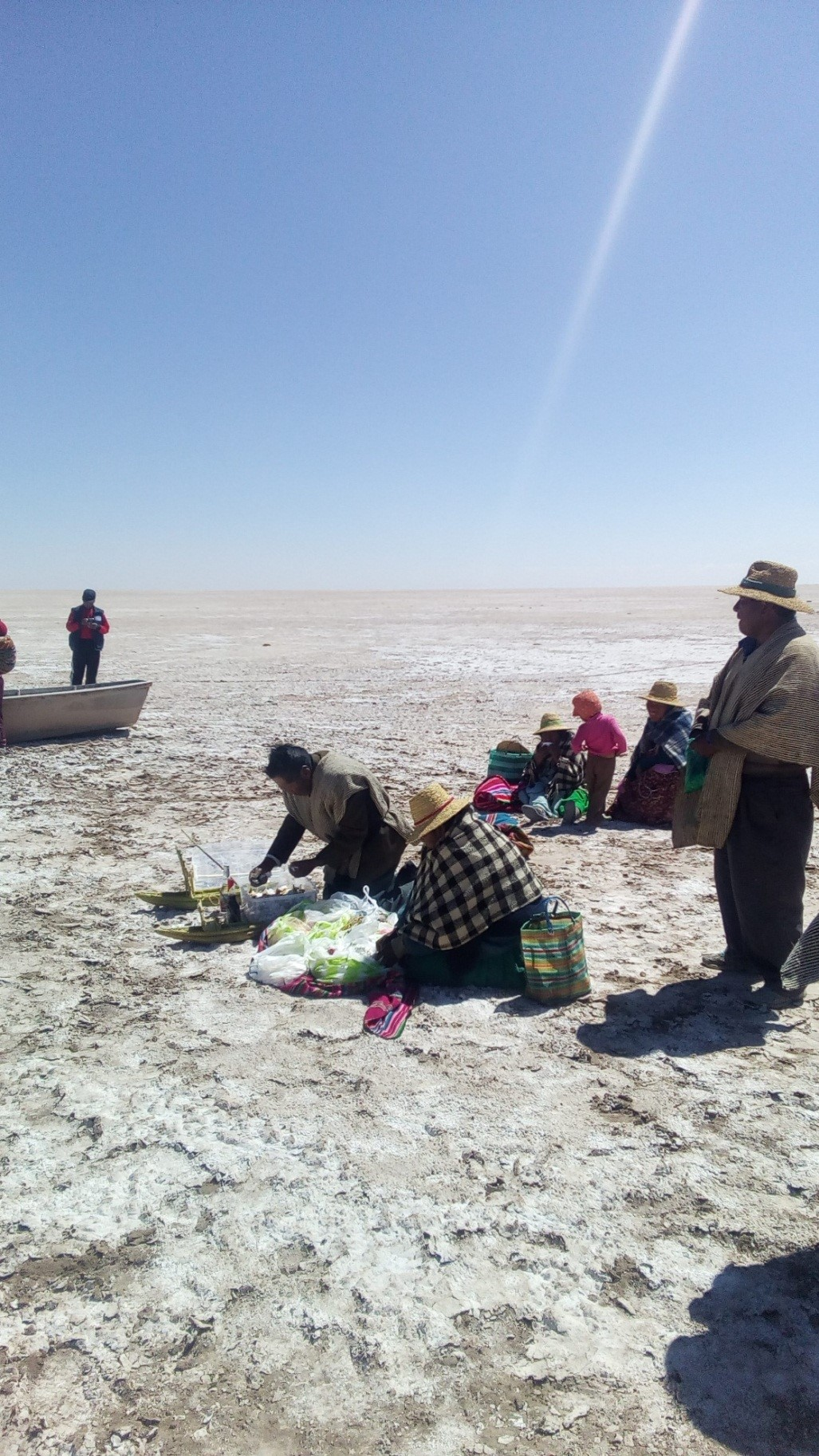
Acto ritual de sanación del lago.

El lago Poopó desapareció el 16 de diciembre de 2015, por diversos factores, entre los más importantes el inadecuado manejo institucional y local, ya que las irregularidades de las desviaciones de sus aguas, principalmente para minería y riego, no fueron atendidas oportunamente, de igual forma se suma la contaminación producida por las mineras ilegales generando la extinción de las especies que habitaban en él. Y por último, pero no menos importante el fenómeno de "El Niño" acelerando el proceso de desertificación de este.
Sin embargo, a principios de 2017 el lago reapareció nuevamente. Según modelos matemáticos realizados por la Universidad Técnica de Oruro, se apunta a que la desaparición natural del Poopó acontecerá dentro de entre 1500 y 2000 años.
Finalmente, el 4 de agosto de 2021, el lago desapareció por completo, cuya superficie quedó convertida en un desierto.